# Bruce Mathison
Bruce Martin Mathison (Superior, 25 aprile 1959) è un ex giocatore di football americano statunitense che ha giocato nel ruolo di quarterback nella National Football League (NFL). Fu scelto nel corso del 10º giro (259º assoluto) del Draft NFL 1983 dai San Diego Chargers. Al college ha giocato a football all’Università del Nebraska-Lincoln.

## Carriera professionistica
Mathison fu scelto nel corso del decimo giro del Draft 1983 dai San Diego Chargers, con cui scese in campo in sole tre partite in due stagioni. passato ai Buffalo Bills nella stagione 1985 ebbe la possibilità di disputare 7 partite come titolare, lanciando soli 4 touchdown a fronte di 14 intercetti. La stagione successiva tornò ai Chargers e concluse la carriera nel 1987 coi Seattle Seahawks con cui disputò tre partite al posto dell'infortunato Dave Krieg.

## Statistiche
| Partite totali      | 18    |
| Partite da titolare | 9     |
| Yard passate        | 2 177 |
| Touchdown           | 7     |
| Intercetti          | 20    |
| Passer rating       | 53,0  |

Statistiche aggiornate alla stagione 2012